# Eremogone dianthoides
Eremogone dianthoides là loài thực vật có hoa thuộc họ Cẩm chướng. Loài này được (Sm.) Ikonn. mô tả khoa học đầu tiên năm 1973.